# Navadni jesenček
Navadni jesenček (znanstveno ime Dictamnus albus) je rastlina iz družine rutičevk s pokončnim steblom, visokim do enega metra, na katerem so veliki rožnati cvetovi s petimi venčnimi listi, ki imajo temnovijolične žile. Združeni so v enostavna ali sestavljena socvetja. Tudi  listi so sestavljeni z jajčastimi, priostrenimi lističi. Spominjajo na liste jesena, po čemer je rastlina dobila tudi ime.
Steblo je gosto poraščeno s črnimi žlezami. Njihov izloček ima izrazit vonj po limoni, ob stiku s kožo pa na močnem soncu povzroča opekline, saj vsebuje fotosenzibilne strupe.
Navadni jesenček je razširjen po večjem delu Južne, Srednje in Vzhodne Evrope prek Srednje Azije do Kitajske ter Ruskega Daljnega vzhoda. Ljudje so jo kot okrasno rastlino zanesli tudi v Severno Ameriko. Kot toploljubna rastlina uspeva zlasti v submediteranskih delih Slovenije, bolj v notranjosti pa le na prisojnih kamnitih pobočjih.